# Boris Amromin
Boris Amromin (* 14. Januar 1975; auch bekannt als Boris Amronin) ist ein israelischer Eishockeytorwart, der mehrmals die israelische Meisterschaft gewann und international für die Nationalmannschaft Israels aktiv ist.

## Karriere
Als in der Saison 1993/94 die erste israelische Eishockeymeisterschaft überhaupt ausgespielt wurde, zählte der russischstämmige Torwart bereits zu den Leistungsträgern und sicherte sich im Trikot des HC Haifa seinen ersten Meistertitel. Außerdem wurde er in seiner Debütsaison als bester Torwart der israelischen Meisterschaft ausgezeichnet. Bis 2002 stand er ununterbrochen für den HC Haifa im Einsatz. Für die Saison 2002/03 wagte er den Sprung ins Ausland und heuerte beim bulgarischen Verein HK Lewski Sofia an, mit dem er die bulgarische Meisterschaft gewann. Im Anschluss kehrte Amromin nach Haifa zurück. Ein weiterer Titelgewinn, inzwischen mit den Haifa Hawks, wurde in der Saison 2005/06 errungen. Im Playoff-Finale, das mit einem 5:0-Sieg gegen HC Bat Yam II endete, hielt er 33 Schüsse für einen Shutout. Zu der fast ausschließlich aus russischstämmigen Spielern gespickten Meistermannschaft zählten neben Amromin unter anderem auch die Nationalspieler Israels Eduard Revniaga, Sergei Belo und Artjom Korotin. In der folgenden Spielzeit wurde der Titel durch einen Finalsieg gegen den HC Metulla erfolgreich verteidigt und erneut war Amromin entscheidend am Titelgewinn beteiligt, da er im Shootout die Schussversuche von Ivan Maklakov und Yevgeni Kniter parierte. 2008 gewann er mit den Hawks deren bisher letzte Meisterschaft.
Seit 2012 ist Amromin Spielertrainer der Haifa Hawks.

### International
Für Israel nahm Amromin an bisher 18 Weltmeisterschaften teil. Seinen ersten Einsatz hatte er bei der C-Weltmeisterschaft 1993. 1994 und 1995 musste er dann mit seiner Mannschaft in der C2-Gruppe antreten. 1997, 1998 und 1999 stand er bei D-Weltmeisterschaften im Kader, wobei er jedoch nur 1998 zu Einsätzen kam. Nach der Umstellung auf das heutige Divisionensystem spielte er zunächst 2001, 2002, 2003, 2004 und 2005 in der Division II. Bei der Weltmeisterschaft 2005, die Israel auf dem ersten Platz der Gruppe B beendete und dadurch in die Division I aufstieg, war Amromin zweiter Torwart und kam als Back-up von Jewgeni Gussin zu keinem Einsatz. Auch an der Division-I-Weltmeisterschaft 2006 nahm er teil. In der ersten Partie gegen Deutschland kam er fürs letzte Drittel als Ersatz für Jewgeni Gussin aufs Eis und kassierte zwei Gegentreffer bei 24 Torschüssen. Die Begegnung endete mit einem 11:2-Sieg für Deutschland und nach Turnierende stieg Israel in die Division II ab. Dort spielte er erst 2009 erneut. Bei der Weltmeisterschaft 2010 bildete er ein Duo mit Avihu Sorotzky. Da beide allerdings im Schnitt über zehn Gegentore pro Spiel kassierten, stieg Israel zur Weltmeisterschaft 2011 in die Division III ab. Amromin wurde abermals ins israelische Aufgebot berufen, war allerdings Back-up hinter Avihu Sorotzky. Es gelang der sofortige Wiederaufstieg in die Division II, in der er anschließend 2012, 2014 und 2015 spielte.

## Erfolge und Auszeichnungen
- 1994 Israelischer Meister mit dem HC Haifa
- 1994 Bester Torwart der israelischen Eishockeyliga
- 2003 Bulgarischer Meister mit dem HK Lewski Sofia
- 2006 Israelischer Meister mit den Haifa Hawks
- 2007 Israelischer Meister mit den Haifa Hawks
- 2008 Israelischer Meister mit den Haifa Hawks

### International
- 2005 Aufstieg in die Division I bei der Weltmeisterschaft der Division II
- 2011 Aufstieg in die Division II bei der Weltmeisterschaft der Division III